# Nouvelles Études Hongroises
A Nouvelles Études Hongroises francia nyelvű hungarológiai kiadványsorozat volt, amely 1966 és 1979 között összesen 13 kötetben, 3970 oldalon jelent meg. A kiadvány a magyar kultúráról, művészetről, gazdaságról és tudományról tájékoztatott.

## Szerkesztőség
- Címe: Budapest, V. Pesti Barnabás u. 1.
- Főszerkesztő: Köpeczi Béla
- Szerkesztőségi titkár: Fodor István

## Neves szerzői
- Pataki Márta[1]
- Ferenczi László
- Újfalusi Németh Jenő
- Miskolczy Ambrus